# Gaußberg (Braunschweig)

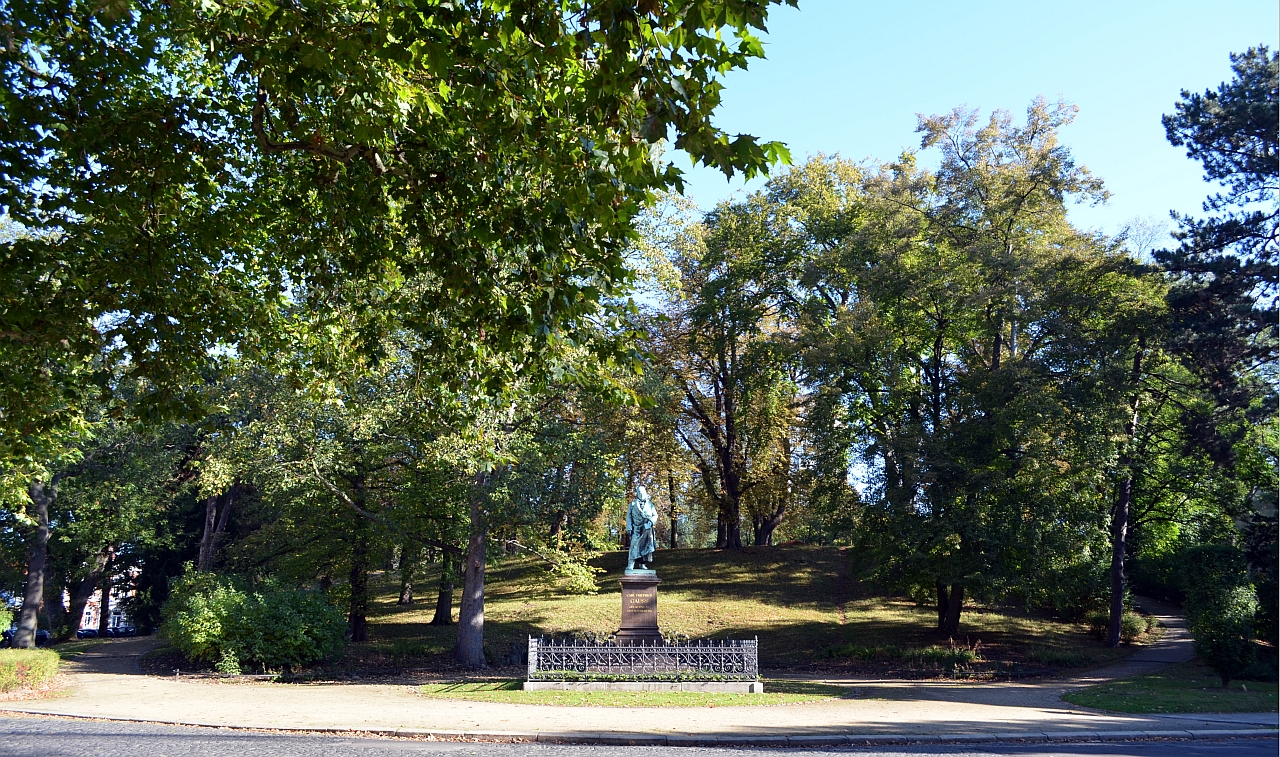
Blick vom Inselwall zum Gauß-Denkmal (im Hintergrund der Gaußberg)

Der Gaußberg ist eine kleine Grünanlage von 1,38 Hektar Fläche, die eine Erhebung am nordnordwestlichen Rande des Weichbildes Hagen in Braunschweig bildet. Sie entstand 1831 als Ergebnis der Schleifung der Bastioniärsbefestigungen der Stadt Braunschweig nach Plänen von Peter Joseph Krahe.

## Geschichte

Ausschnitt eines Stadtplans von 1865: Im Zentrum der „Anatomieberg“

Braunschweig war seit dem Spätmittelalter eine stark befestigte Stadt. Nach dem Verlust der Unabhängigkeit im Jahre 1671 wurde nach Plänen des Braunschweiger Festungsbaudirektors und Generalmajors Johann Caspar von Völcker damit begonnen, die Verteidigungsanlagen festungsmäßig auszubauen. Auf der Innenseite des die Stadt einschließenden Okerringes befanden sich 16 Bollwerke, darunter auch das „Rudolfsbollwerk“, benannt nach dem welfischen Herzog Rudolf August von Braunschweig-Wolfenbüttel. Auf dem Bollwerk stand seit 1703 eine Windmühle.
Als derartige Verteidigungsbauwerke angesichts veränderter Kriegsführung und Waffentechnik allmählich unwirksam wurden, ging man in Braunschweig ab 1803 dazu über, diese Anlagen umzuwandeln und der Bevölkerung zur Nutzung zur Verfügung zu stellen. Maßgeblicher Planer dieser Arbeiten, die erst 1835 abgeschlossen wurden, war der Leiter des Bauwesens im Herzogtum Braunschweig Peter Joseph Krahe.
Das barocke Rudolfsbollwerk, westlich des Wendentores, wurde als letztes Verteidigungswerk der Stadt in der Endphase dieser sogenannten „Wallmodellierung“ umgestaltet als auch die „Inselwallpromenade“ angelegt wurde. Dazu musste nach 1824 das alte Anatomiegebäude des Anatomisch-Chirurgischen Instituts des Collegium Carolinum abgerissen werden, das sich in der Nähe befand und bis zur Einweihung des Gauß-Denkmals im Jahre 1880 namensgebend für die Erhebung war, die bis dahin als „Anatomieberg“ bezeichnet wurde. Zur Umgestaltung ließ Krahe einige Meter Erdreich aufschütten und ein Aussichtsplateau mit einem ringförmigen Fußweg anlegen. Der nördlich zur Oker abfallende Hügel wurde mit zahlreichen Kastanienbäumen und Blutbuchen bepflanzt, die sein Erscheinungsbild bis heute prägen. Der Hügel befindet sich am Übergang vom Inselwall zum Wendentorwall. Die kleine Parkanlage wurde 1831 fertiggestellt.

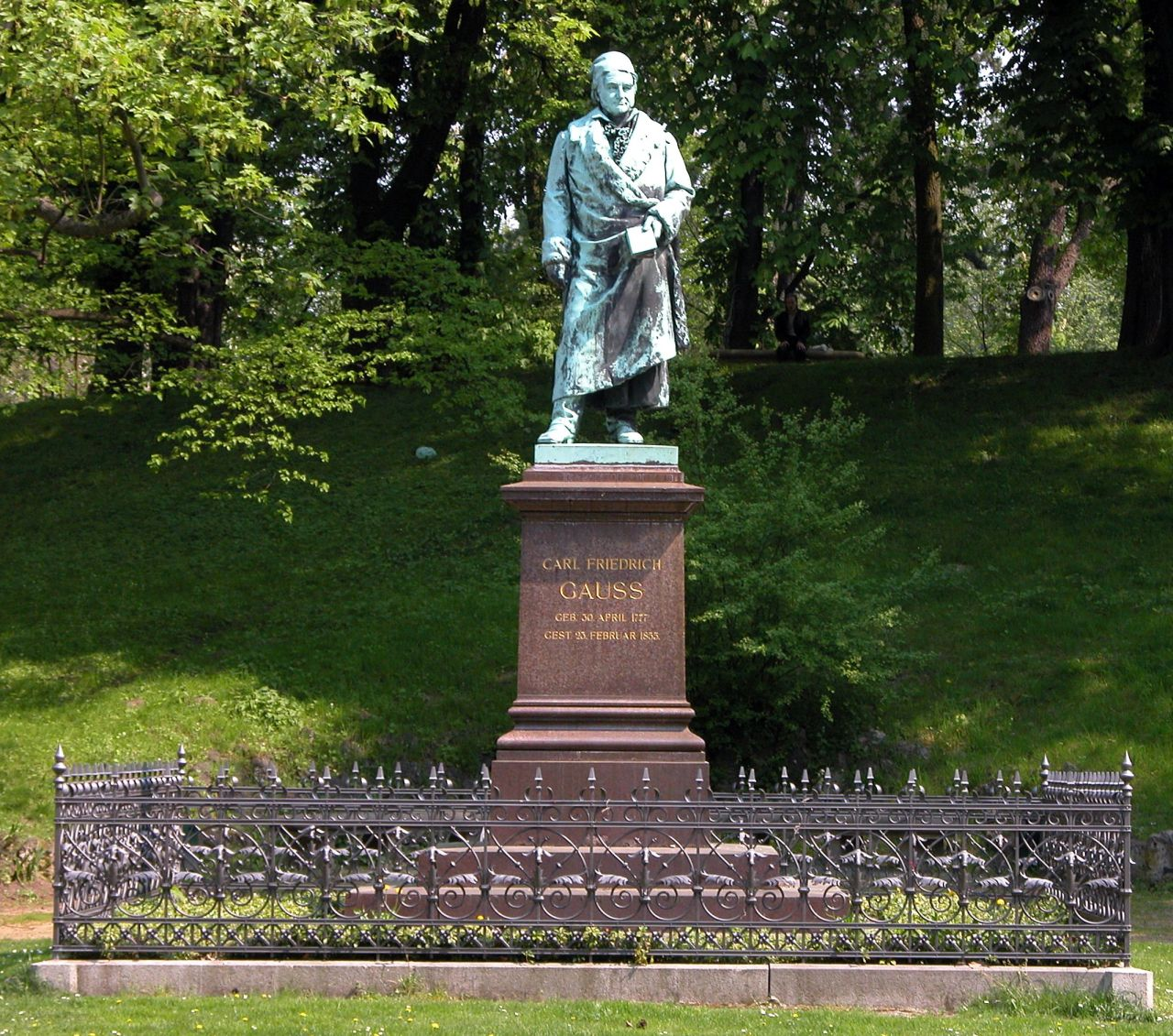
Das Gauß-Denkmal

Ab 1862 entstanden nach und nach sechs Wohnhäuser an der (heute so benannten) Straße „Am Gaußberg“. Am südlichen Fuß des Hügels wurde zu Ehren des in Braunschweig geborenen Mathematikers Carl Friedrich Gauß 1880 dessen überlebensgroßes Standbild errichtet. Der Entwurf stammte von Fritz Schaper und wurde von Hermann Heinrich Howaldt in Bronze ausgeführt. Gauß hatte den Hügel des ursprünglichen Bollwerkes zu Vermessungszwecken auf Grundlage des von ihm entwickelten Gauß-Krüger-Koordinatensystems genutzt. Einige der von Gauß dazu benutzten Vermessungssteine sind noch heute sichtbar.
1999 wurde begonnen, den Hügel gartendenkmalpflegerisch zu rekonstruieren. Das Denkmal erhielt in diesem Zusammenhang sein umlaufendes schmiedeeisernes Gitter zurück, das nach historischen Fotos rekonstruiert werden konnte.
Am östlichen Abhang des Gaußberges wurde 1925 eine Steinsäule mit einem Eisernen Kreuz auf der Spitze als Denkmal für die im Ersten Weltkrieg Gefallenen des Reserve Infanterie-Regiments 273 errichtet.

## Impressionen

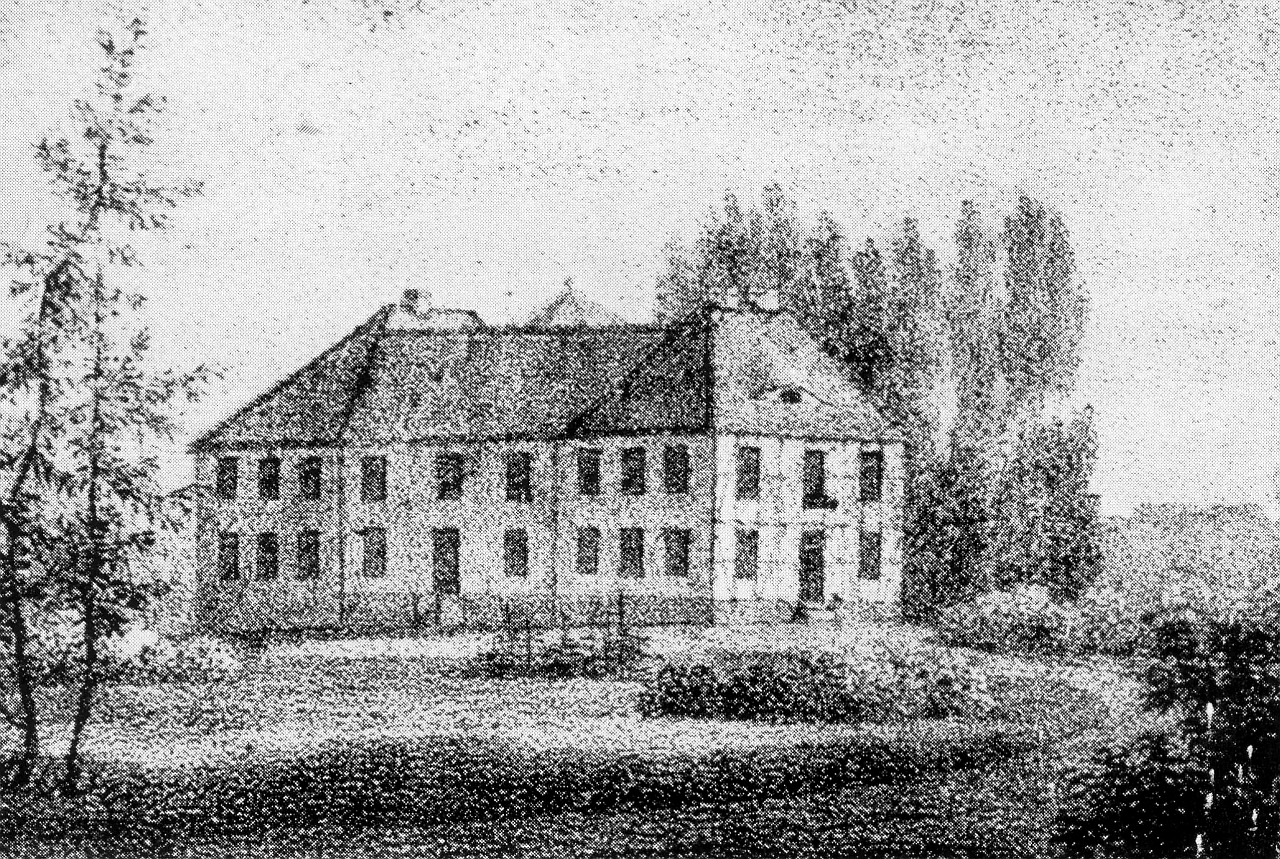
Das Anatomiegebäude
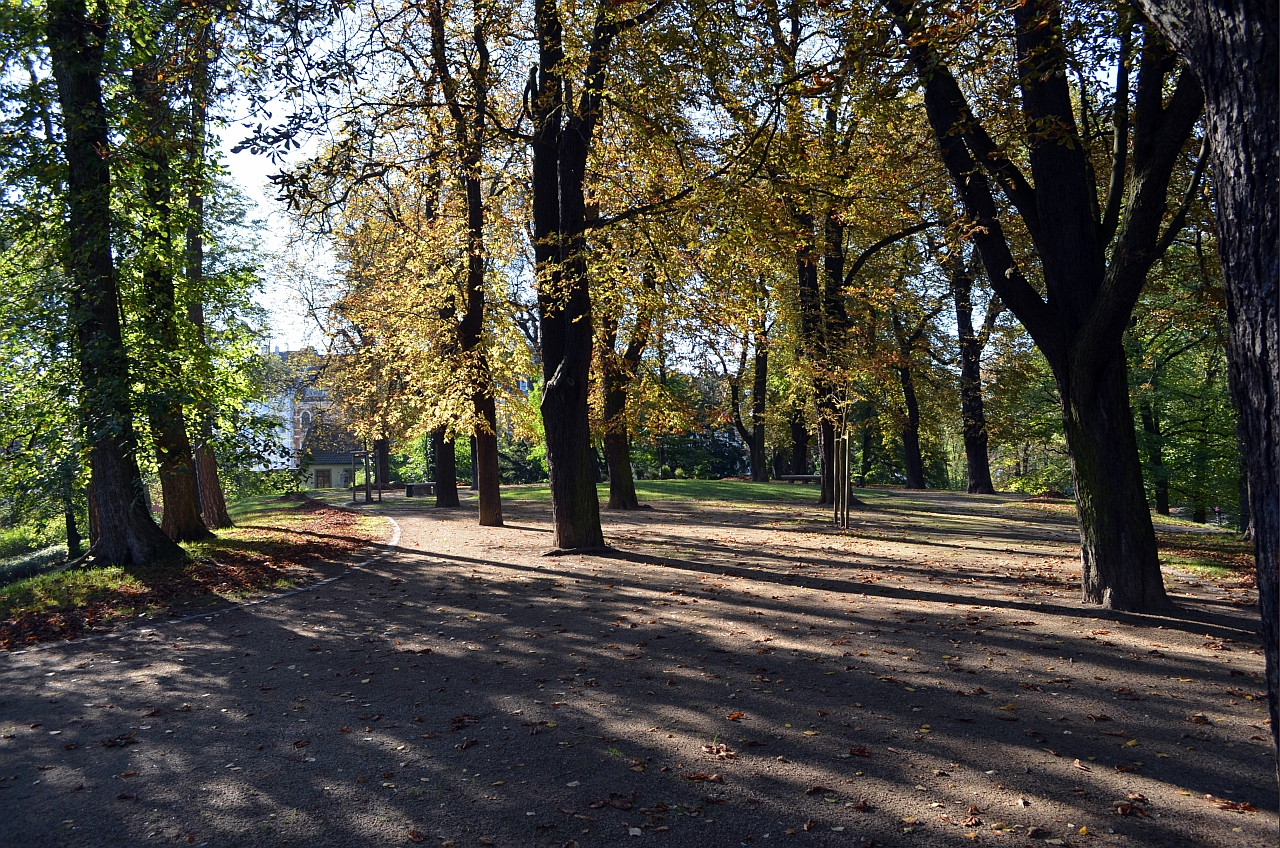
Oben auf dem Gaußberg
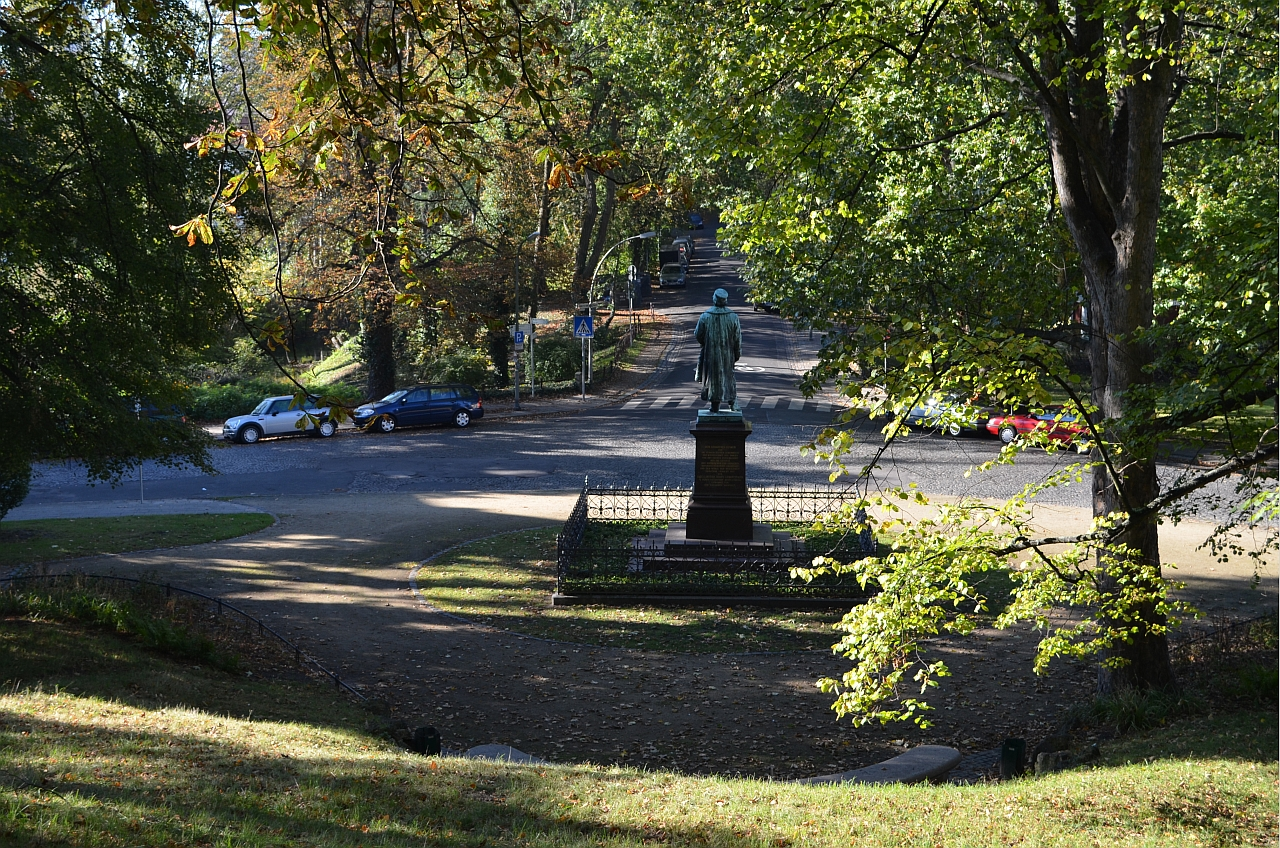
Blick Richtung Inselwall, Rückansicht des Gauß-Denkmals
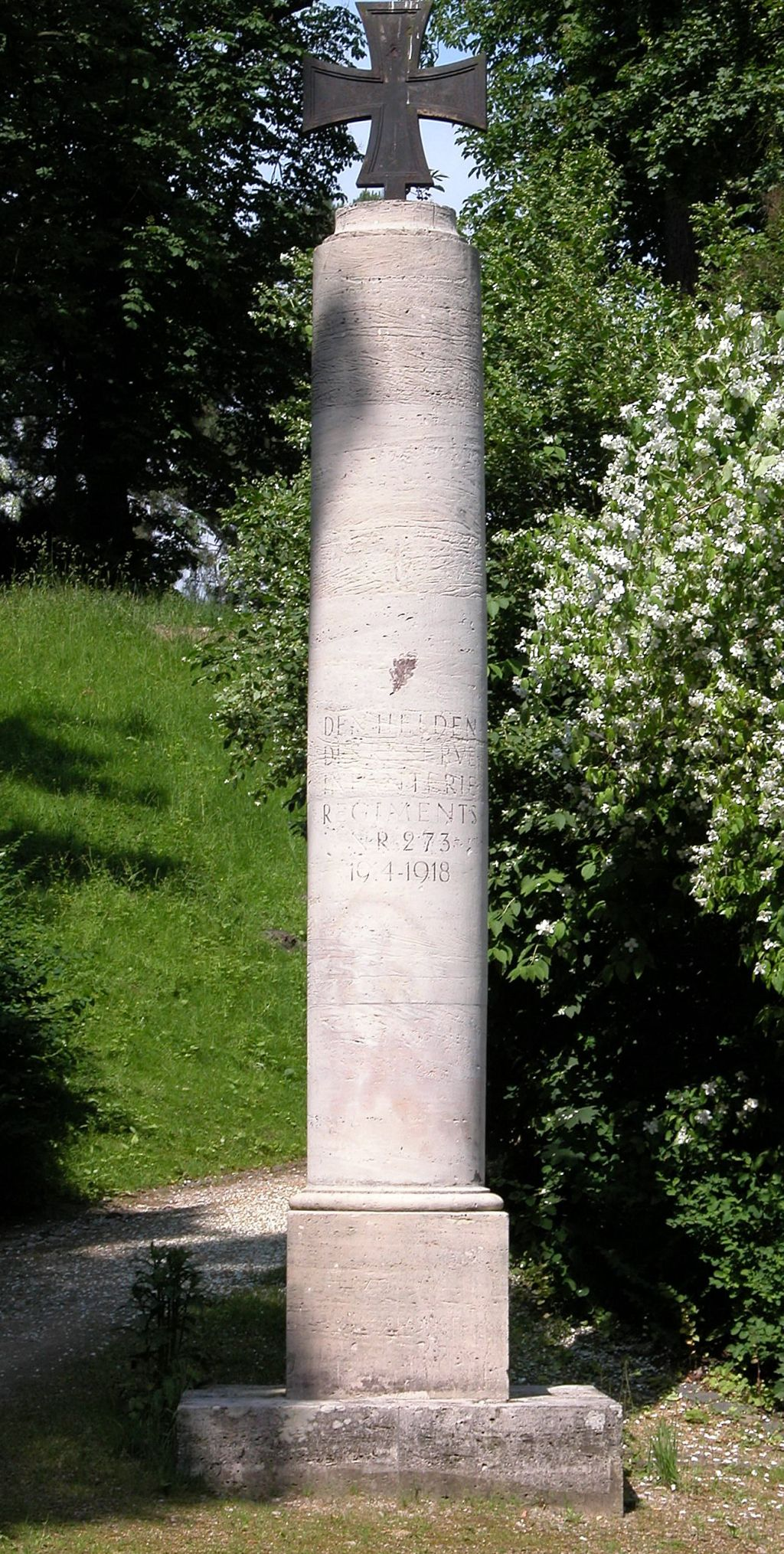
Denkmal für die Gefallenen des Reserve Infanterie-Regiments 273
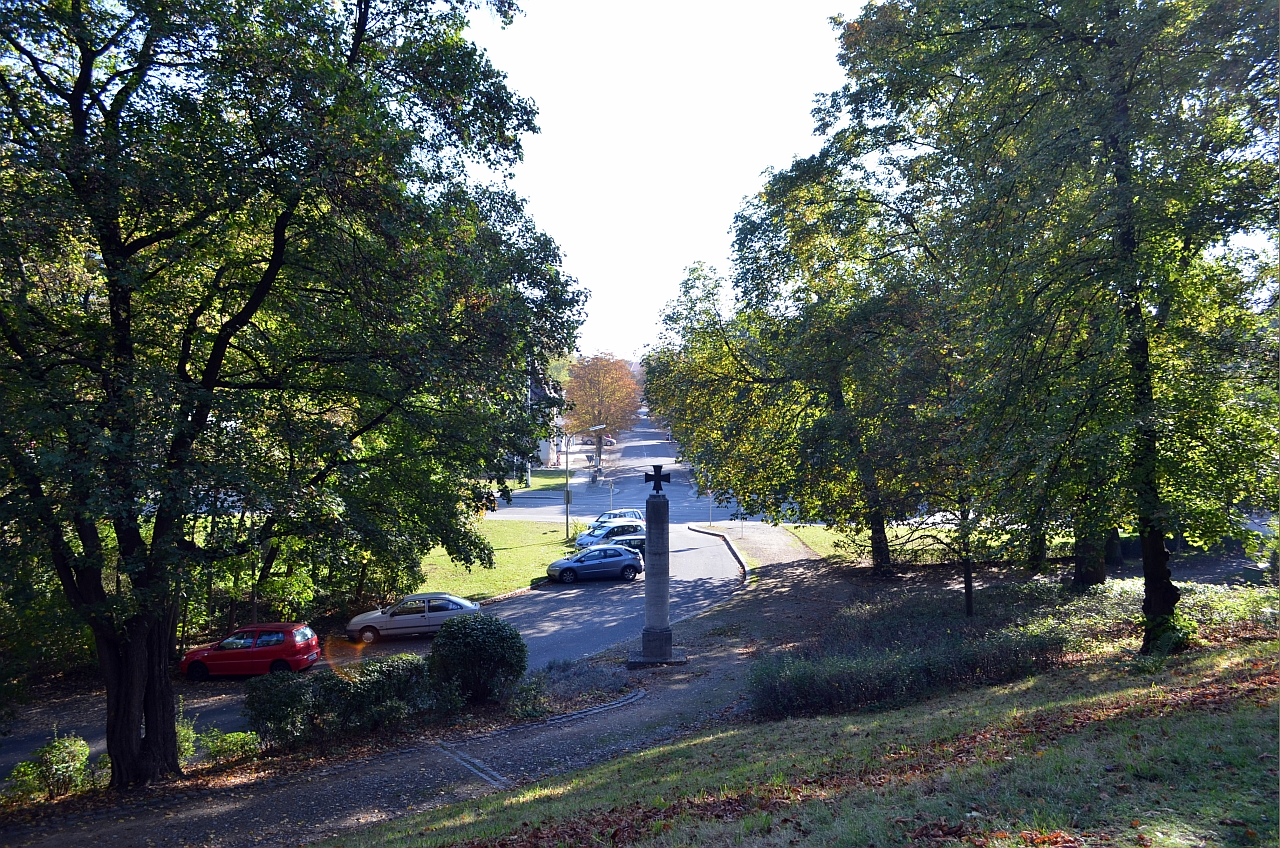
Blick Richtung Wendentorwall im Osten